# Felicity (Californie)
 (juin 2023).
La mise en forme du texte ne suit pas les recommandations de Wikipédia : il faut le « wikifier ».
Les points d'amélioration suivants sont les cas les plus fréquents :
- Les titres sont pré-formatés par le logiciel. Ils ne sont ni en capitales, ni en gras.
- Le texte ne doit pas être écrit en capitales (les noms de famille non plus), ni en gras, ni en italique, ni en « petit »…
- Le gras n'est utilisé que pour surligner le titre de l'article dans l'introduction, une seule fois.
- L'italique est rarement utilisé : mots en langue étrangère, titres d'œuvres, noms de bateaux, etc.
- Les citations ne sont pas en italique mais en corps de texte normal. Elles sont entourées par des guillemets français : « et ».
- Les listes à puces sont à éviter, des paragraphes rédigés étant largement préférés. Les tableaux sont à réserver à la présentation de données structurées (résultats, etc.).
- Les appels de note de bas de page (petits chiffres en exposant, introduits par l'outil «  Source ») sont à placer entre la fin de phrase et le point final[comme ça].
- Les liens internes (vers d'autres articles de Wikipédia) sont à choisir avec parcimonie. Créez des liens vers des articles approfondissant le sujet. Les termes génériques sans rapport avec le sujet sont à éviter, ainsi que les répétitions de liens vers un même terme.
- Les liens externes sont à placer uniquement dans une section « Liens externes », à la fin de l'article. Ces liens sont à choisir avec parcimonie suivant les règles définies. Si un lien sert de source à l'article, son insertion dans le texte est à faire par les notes de bas de page.
- La présentation des références doit suivre les conventions bibliographiques. Il est recommandé d'utiliser les modèles {{Ouvrage}}, {{Chapitre}}, {{Article}}, {{Lien web}} et/ou {{Bibliographie}}. Le mode d'édition visuel peut mettre en forme automatiquement les références.
- Insérer une infobox (cadre d'informations à droite) n'est pas obligatoire pour parachever la mise en page.

Pour une aide détaillée, merci de consulter Aide:Wikification.
Si vous pensez que ces points ont été résolus, vous pouvez retirer ce bandeau et améliorer la mise en forme d'un autre article.
Felicity est un Secteur non constitué en municipalité dans le Comté d'Imperial, Californie,. La commune a été fondée en 1986 par Jacques-Andre Istel. Istel a d'abord acheté le terrain dans les années 1950 et l'a ensuite développé dans les années 1980 après avoir vendu son entreprise de parachute. La ville est "dédiée au souvenir" et porte le nom de l'épouse d'Istel, Felicia. C'est 2 600 acres et se trouve à une altitude de 285 pieds (87 m).

## Description
Elle est accessible depuis l'Interstate 8 à l'extrême sud-est de l'État, juste à l'ouest de Yuma, Arizona.
La tribu Quechan de la réserve indienne de Fort Yuma est située à proximité.
Pendant la Seconde Guerre mondiale, la ville était le site de Camp Pilot Knob, le centre d'entraînement de l'armée américaine.
Les principales caractéristiques de la ville sont une pyramide de pierre et de verre de 21 pieds de haut, une église sur une colline artificielle et le Musée d'histoire en granit, qu'Istel développe depuis la fondation de la ville. Le musée se compose de dizaines de panneaux de granit, la plupart mesurant plus de 100 pieds de long et pesant environ 500 tonnes. Gravé sur les panneaux se trouve un enregistrement historique de l'humanité tel que relaté par Istel. L'artiste principal du projet est Gene Britton.

## Galerie d'images

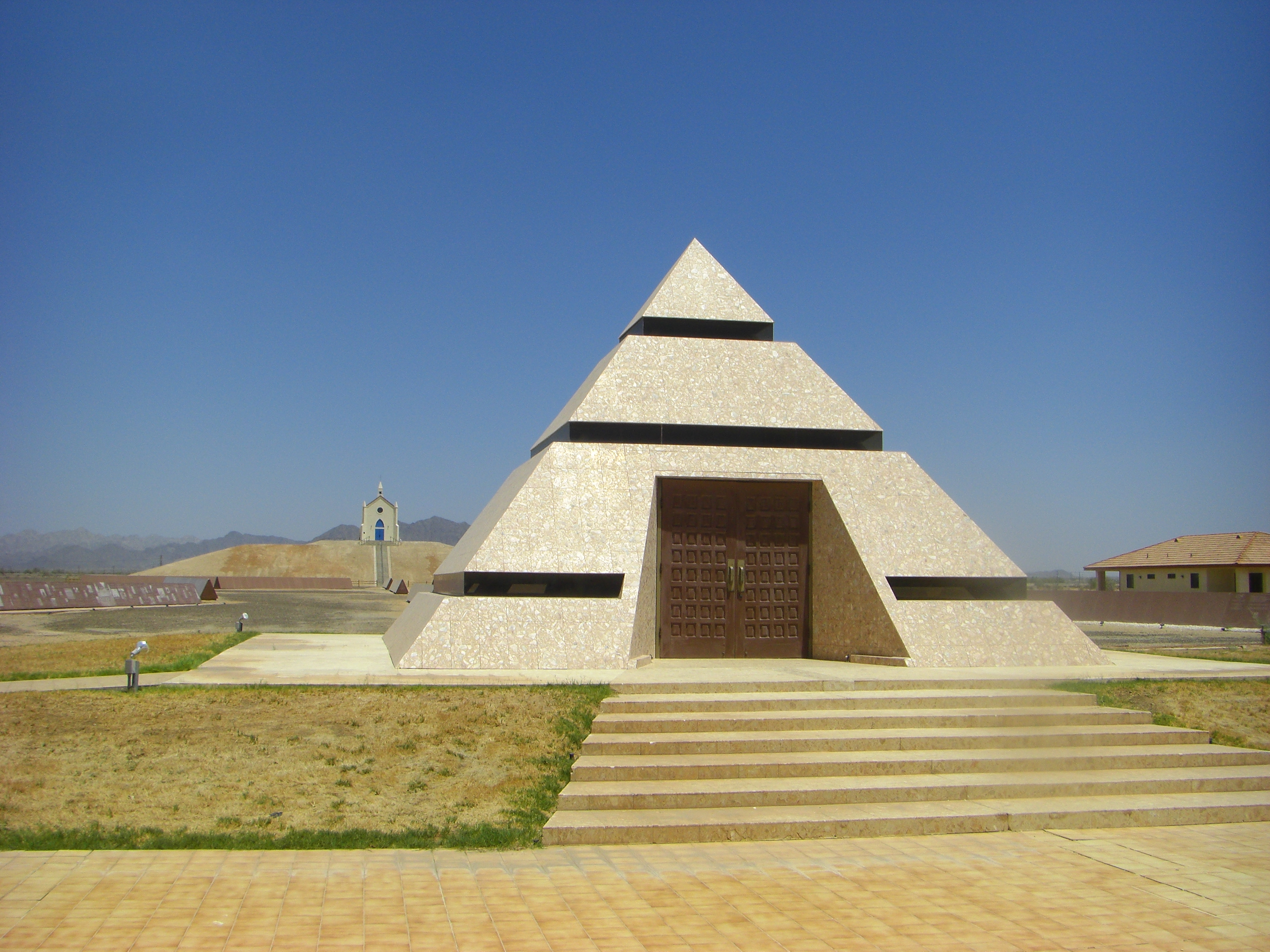
Pyramide du point central du lieu
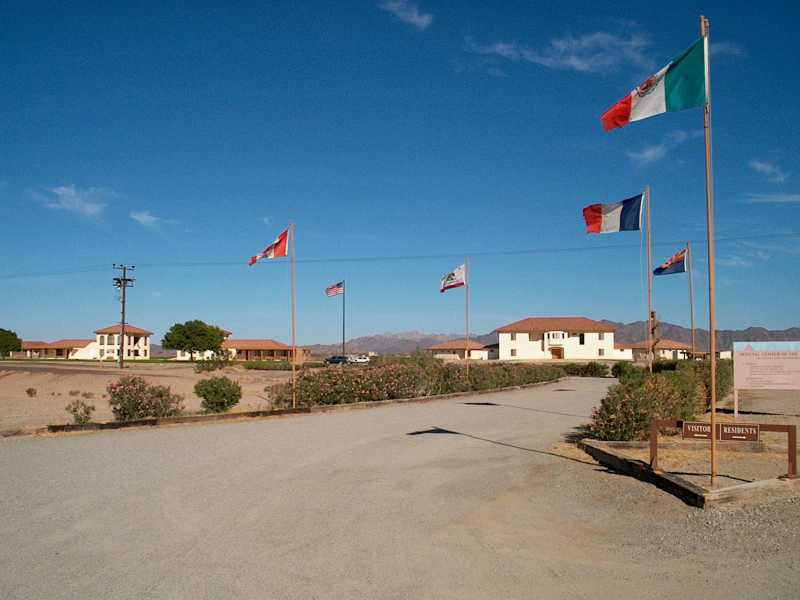
Entrée de la World Plaza